# 森下仁之
森下 仁之（もりした ひとし、1967年12月9日 - 2025年6月25日）は、静岡県浜松市出身の元サッカー選手、サッカー指導者。

## 来歴
国士舘大学を中退し、1987年に発足したPJMフューチャーズ（1995年に鳥栖フューチャーズへ改称）に入団。チームが解散した1996年に現役を引退した。
1997年より母校の静岡県立浜名高等学校のコーチに就任。2001年よりコンサドーレ札幌U-15コーチに、2002年に札幌U-15監督にそれぞれ就任。2007年に札幌の育成部部長を務めた。2008年、ジュビロ磐田U-15コーチに就任。
2009年、アビスパ福岡トップチームヘッドコーチに就任。同年11月18日から2011年まで福岡のチーム統括部長を務めた。
2012年よりツエーゲン金沢の監督に就任。2014年にはJ3リーグで優勝し、金沢をJ2リーグ昇格に導いた。2016年をもって監督を退任した。
2017年、九州産業大学サッカー部の監督に就任。
2018年、ギラヴァンツ北九州の監督に就任。しかし、シーズン開幕後にJ1・J2経験のある外国人FW2名を補強するなどしたにもかかわらず、第12節終了時点でチームは最下位に転落、ホーム・ミクニワールドスタジアム北九州でリーグ戦6戦全敗であった事など成績不振を理由として、リーグ戦4連敗を喫し通算2勝2分9敗となった第14節終了後の6月17日に解任された。
2019年、中国リーグに参戦するFCバレイン下関の監督に就任した。2020年1月20日、北海道コンサドーレ札幌U-18の監督に就任すると発表された。
2025年シーズンからFC町田ゼルビアアカデミーヘッドコーチを務めていたが、6月25日、自宅で死去。57歳没。

## 所属クラブ
- 静岡県立浜名高校[1]
- 国士舘大学（中退）[1]
- 1987年 - 1996年 ： PJMフューチャーズ/鳥栖フューチャーズ[1]

## 指導歴
- 1997年 - 2001年 ： 静岡県立浜名高等学校サッカー部 コーチ[1]
- 2001年 - 2007年 ： コンサドーレ札幌
  - 2001年 - 2002年 ： U-15 コーチ[1]
  - 2002年 - 2006年 ： U-15 監督[1]
  - 2007年 ： 育成部部長[1]
- 2008年 ： ジュビロ磐田U-15 コーチ[1]
- 2009年 - 2011年 ： アビスパ福岡
  - 2009年1月 - 11月 ： トップチーム ヘッドコーチ[1]
  - 2009年11月 - 2011年 ： チーム統括部長[1]
- 2012年 - 2016年 ： ツエーゲン金沢 監督
- 2017年 ： 九州産業大学サッカー部 監督
- 2018年1月 - 6月： ギラヴァンツ北九州 監督
- 2019年 ： FCバレイン下関 監督
- 2020年 - 2024年 ： 北海道コンサドーレ札幌U-18 監督
- 2025年 ： FC町田ゼルビア アカデミーコーチ